# Riu Yellowstone
El Yellowstone o Yellowstone River (en anglès, Yellowstone River) és un afluent del Missouri que neix a les muntanyes Rocoses, a la zona del parc homònim. Té una longitud de 1.080 km. Drena la part occidental dels estats dels Estats Units de Montana i Wyoming.
Considerat el principal afluent de l'alt Missouri, a través dels seus propis afluents drena una àrea amb capçalera a través de les muntanyes i planures altes del sud de Montana i el nord de Wyoming, i s'estén a l'est des de les Muntanyes Rocalloses a les proximitats del parc nacional de Yellowstone. Flueix al nord-est fins a la seva confluència amb el riu Missouri al costat de Dakota del Nord de la frontera, a uns 40 km a l'oest de Williston.
El riu Yellowstone havia estat durant molt de temps una important artèria de transport per als nadius americans. La regió al voltant dels rius Big Horn, Powder i Tongue eren el camp de caça d'estiu tradicional per a nombroses tribus natives americanes: Lakota. Sioux, Crow, Xeiene i Cree. L'or va ser descobert a prop de Virginia City, Montana a la dècada de 1860, i dues de les principals rutes per accedir als jaciments d'or eren la Ruta Bozeman i la Bridger Trail, tots dos seguint Yellowstone durant un curt recorregut. Al segle XIX, els colons europeus-americans depenien del riu per al transport, i generalment entraven a la regió amb vaixell fluvial.